# CJMS (1280 kHz)
Pour les articles homonymes, voir CJMS.
CJMS (acronyme de "Canada - Je me souviens") est une ancienne station de radio montréalaise diffusant sur la bande AM avec la fréquence de 1 280 kHz et une puissance de 50 000 watts.

## Histoire
Elle fut fondée le 25 avril 1954 et active jusqu'en 1994. Les lettres d'appel « CJMS » ont été conçues à partir de la devise du Québec : « Je me souviens ». 

Logo de CJMS dans les années 1970

La station connut ses heures de gloire dans les années 1970 avec des animateurs tels qu'Yvan Ducharme, Normand Fréchette, Raymond Bernard, Michel Desrochers et Pierre Senécal.

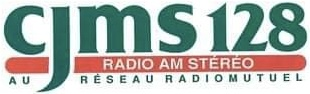
Logo de CJMS dans les années 1980

Par la suite, dans les années 1980, Pierre Marcotte, Paul Arcand, Pierre Trudel et Réjean Léveillé y ont œuvré. La station a été longtemps située au 1700, rue Berri à Montréal. De 1981 jusqu'à sa fermeture, la station était située au 1717, boulevard René-Lévesque Est à l'angle de l'avenue Papineau, dans le même édifice que la station FM CKMF 94,3. Gilles Proulx y animait aussi une émission d'affaire publique très populaire dans les années 1980.
Télémédia et Radiomutuel ont secrètement décidé de fusionner leurs activités pour former le réseau Radiomédia en juin 1994. Alors que les deux réseaux AM perdaient globalement de l'argent, Raynald Brière (alors directeur général de CJMS et vice-président du réseau Radiomutuel) a admis dans une entrevue en 2006 que CJMS et CKAC étaient toutes deux rentables, cette dernière étant légèrement plus rentable, même si les marges bénéficiaires des deux stations étaient faibles.
Le 30 septembre 1994, Radiomutuel, propriétaire de CJMS à Montréal, fusionne ses activités radiophoniques sur la bande AM avec le groupe Télémédia, propriétaire de CKAC en créant l'entité Radiomédia, détenue à parts égales par Radiomutuel et Télémédia. Six stations, dont CJMS, furent fermées entre 9h15 et 18 heures lors de cette journée qui a été appelée le « vendredi noir de la radio ». La dernière chanson tournée à CJMS fut celle de  Michel Fugain, Tout va changer, et ensuite la station s'est tue. Quelques années plus tard, les stations qui ont survécu furent acquises par le groupe Corus.
De 1999 à 2020, il y avait une nouvelle station utilisant l'indicatif d'appel CJMS 1040 dans la région de Montréal ; cependant, elle n'avait aucun lien avec l'ancien CJMS. Alors que cette nouvelle station a d'abord tenté d'obtenir l'autorisation de diffuser au 1 280 kHz (d'où leur choix des lettres d'appel CJMS), elle s'est vu refuser cette fréquence car les anciens propriétaires de CJMS avaient choisi de vendre leur site d'émetteur à la station multilingue CFMB (en), qui a demandé avec succès à passer de 1 410 kHz à 1 280 kHz,,.